# Kleinostheim
Kleinostheim település Németországban, azon belül Bajorországban. Lakosainak száma 8431 fő (2023. december 31.). Kleinostheim Johannesberg, Aschaffenburg, Mainaschaff, Stockstadt am Main, Mainhausen és Karlstein am Main községekkel határos.

## Népesség
A település népessége az elmúlt években az alábbi módon változott:
| Lakosok száma | 1165 | 3385 | 6993 | 7212 | 8195 | 8146 | 8280 | 8215 | 8159 | 8431 |
|               | 1875 | 1950 | 1975 | 1987 | 2012 | 2014 | 2016 | 2017 | 2021 | 2023 |